# 1. razred nogometnog Podsaveza Zagreb 1962./63.
1. razred nogometnog Podsaveza Zagreb (1. razred Zagrebačkog nogometnog podsaveza, Podsavezna liga Zagreb – 1. razred) je bila liga 6. stupnja nogometnog prvenstva Jugoslavije za sezonu 1962./63. 

Sudjelovalo je ukupno 12 klubova, a prvak je bilo "Prečko". 

## Ljestvica
| mj. | klub                        | ut. | pob. | ner. | por. | gol+ | gol- | bod     |
| --- | --------------------------- | --- | ---- | ---- | ---- | ---- | ---- | ------- |
| 1.  | Prečko Zagreb               | 21  | 16   | 4    | 1    | 48   | 19   | 36      |
| 2.  | Mladost Buzin               | 21  | 14   | 4    | 3    | 79   | 27   | 32      |
| 3.  | TPK Zagreb                  | 21  | 12   | 2    | 7    | 47   | 34   | 26      |
| 4.  | Vatrogasac Zdenci Brdovečki | 21  | 11   | 3    | 7    | 51   | 37   | 25      |
| 5.  | Bratstvo Savski Marof       | 21  | 12   | 0    | 9    | 48   | 49   | 24      |
| 6.  | Retkovec Zagreb             | 21  | 12   | 1    | 8    | 47   | 31   | 22 (-3) |
| 7.  | Chromos Zagreb              | 21  | 8    | 4    | 9    | 43   | 31   | 20      |
| 8.  | TTC Zagreb                  | 21  | 8    | 2    | 11   | 33   | 46   | 18      |
| 9.  | Cesta Zagreb                | 21  | 7    | 3    | 11   | 43   | 50   | 17      |
| 10. | Prvomajska Zagreb           | 21  | 4    | 3    | 14   | 25   | 47   | 11      |
| 11. | Jaska Jastrebarsko          | 21  | 2    | 2    | 17   | 21   | 76   | 6       |
| 12. | Lanac Zagreb                | 11  | 1    | 0    | 10   | 8    | 49   | 2       |

- "Lanac" Zagreb – odustali na polusezoni
- Prečko – danas dio naselja Zagreb

## Rezultatska križaljka
| kratica | klub                        | BRA | CES | CHR | JAS | MLA | PRE | PRV | REM | TTC | TPK | VAT | LAN |
| --- | --------------------------- | --- | --- | --- | --- | --- | --- | --- | --- | --- | --- | --- | --- |
| BRA | Bratstvo Savski Marof       |     |     |     |     |     |     |     |     |     |     |     |     |
| CES | Cesta Zagreb                |     |     |     |     |     |     |     |     |     |     |     |     |
| CHR | Chromos Zagreb              |     |     |     |     |     |     |     |     |     |     |     |     |
| JAS | Jaska Jastrebarsko          |     |     |     |     |     |     |     |     |     |     |     |     |
| MLA | Mladost Buzin               |     |     |     |     |     |     |     |     |     |     |     |     |
| PRE | Prečko Zagreb               |     |     |     |     |     |     |     |     |     |     |     |     |
| PRV | Prvomajska Zagreb           |     |     |     |     |     |     |     |     |     |     |     |     |
| REM | Remetinec Zagreb            |     |     |     |     |     |     |     |     |     |     |     |     |
| TTC | TTC Zagreb                  |     |     |     |     |     |     |     |     |     |     |     |     |
| TPK | TPK Zagreb                  |     |     |     |     |     |     |     |     |     |     |     |     |
| VAT | Vatrogasac Zdenci Brdovečki |     |     |     |     |     |     |     |     |     |     |     |     |
| LAN | Lanac Zagreb                |     |     |     |     |     |     |     |     |     |     |     |     |
| |                             |     |     |     |     |     |     |     |     |     |     |     |     |
| podebljan rezultat - utakmice od 1. do 11. kola (1. utakmica između klubova) rezultat normalne debljine - utakmice od 12. do 22. kola (2. utakmica između klubova) rezultat nakošen - nije vidljiv redoslijed odigravanja međusobnih utakmica iz dostupnih izvora rezultat nakošen i smanjen * - iz dostupnih izvora nije uočljiv domaćin susreta prekrižen rezultat - poništena ili brisana utakmica p - utakmica prekinuta 3:0 p.f. / 0:3 p.f. - rezultat 3:0 bez borbe |                             |     |     |     |     |     |     |     |     |     |     |     |     |

 Izvori: 

## Unutrašnje poveznice
- Prvenstva Zagrebačkog nogometnog podsaveza
- Zagrebački nogometni podsavez
- Zagrebačka liga 1962./63.
- Podsavezna liga Zagrebačkog NP 1962./63.
- Liga Centara NP Zagreb 1962./63.